# Karla Máchová
Karla Máchová, provdaná Kostelecká, křtěná Karolína (21. října 1853 Beroun – 16. května 1920 Praha) byla první česká politička, učitelka, spisovatelka, redaktorka Ženských listů, překladatelka z němčiny, blízká přítelkyně Charlotty Masarykové a Karolíny Světlé. Zemřela v podolském sanatoriu na zástavu srdce.

## Život
Jak sama Karla napsala ve svých vzpomínkách: „Deník mého života je dost zajímavý, od dětství až do sklonku jest knihou utrpení, strádání, zkrátka bojem a pranicí hotovou...”.
- Pocházela z chudých poměrů.[4]
- Reprezentovala české ženy na světové výstavě v roce 1893 v Chicagu.[4]
- Jako první Češka kandidovala v roce 1908 společně s Boženou Zelinkovou a Marií Tůmovou na poslankyni.[5]
- V roli redaktorky periodika Ženské listy, které řídila v letech 1901–1914 přispěla k výchově a osvětě sociálně slabých.[3][4]
- Usilovala o volební právo žen a podporovala změnu zastaralého občanského zákoníku.[4]

## Pocta
- Na zdi statku v Berouně, v ulici Na Veselé byla 2. listopadu 1924 odhalena pamětní deska Karly Máchové.
- Po Karle Máchové je pojmenována ulice v jejím rodném Berouně.